# Куланская (гора)
Куланская — гора в Ишимбайском районе Башкортостана Российской Федерации.

## Описание
К востоку протекает река Кулан, с юга — Юргашка. Возле горы Куланской находятся селения Кинзекеево, Скворчиха, Юлдашево.
Рядом находятся вершины: гора Лысая (496 м), гора Красный Камень (424 м), гора Талы (382 м), гора Зиргантау (376 м), хребет Баш-Алатау (367 м), гора Чубарецкая (354 м), гора Харатау (278 м).